# Christine Ladd-Franklin
Christine Ladd-Franklin, nascuda Christine (o Kitty) Ladd, (Windsor, Connecticut, 1 de desembre de 1847- Nova York, 5 de març de 1930) va ser una matemàtica, lògica i científica estatunidenca, primera dona a rebre un doctorat en matemàtiques i lògica, i pionera de la teoria de la visió del color.

## Vida i Obra
Tot i haver nascut als afores de Hartford (Connecticut), Christine Ladd, coneguda familiarment com a Kitty, va passar la infància entre Connecticut i Nova York, on el seu pare era comerciant. El 1865 va acabar els estudis secundaris a la Welshing Academy de Wilbraham (Massachusetts) i va ingressar al Vassar College, una universitat per a dones fundada pocs anys abans. Malgrat no poder fer tots els cursos seguits per dificultats econòmiques, es va graduar el 1869. La professora que més la va influir va ser l'astrònoma Maria Mitchell. Durant els nou anys següents va ser professora de Ciències i Matemàtiques a diferents escoles de Nova York, Massachusetts, Washington DC i Pennsilvània. Durant aquest temps també es va dedicar a estudiar matemàtiques pel seu compte i va publicar solucions de problemes i alguns articles a The Analyst i al American Journal of Mathematics, on era la primera dona a publicar-hi.
El 1878, amb una forta oposició del claustre pel fet de ser una dona, va començar a estudiar a la universitat Johns Hopkins, tot i que inicialment només estava autoritzada a assistir a les classes del seu mentor, el matemàtic britànic James Joseph Sylvester. El 1880 va començar els cursos amb Charles Sanders Peirce, que van significar una influència decisiva en els seus estudis matemàtics. El 1882 va llegir la seva tesi doctoral, però el doctorat no li fou atorgat fins al 1926, quan la universitat celebrava el cinquantè aniversari; era 44 anys després d'haver-lo guanyat, quan ella tenia setanta-vuit anys. Aquesta mena de discriminacions van fer d'ella una activa lluitadora per la igualtat de drets entre els sexes.
L'any següent, 1883, va contraure matrimoni amb el professor de matemàtiques de la Johns Hopkins, Fabian Franklin, i a partir d'aleshores va afegir el cognom del seu marit al seu: Ladd-Franklin, per formar el cognom amb què és coneguda. La parella va tenir dos fills, un dels quals va morir a la infantesa.
A partir de 1887 va començar a interessar-se per la visió, i publicà estudis matemàtics sobre la visió binocular. El 1891, mentre el seu marit gaudia d'un any sabàtic a Göttingen, ella va anar a Berlín per estudiar amb Hermann von Helmholtz i Arthur König. D'aquests estudis va sorgir la seva teoria de la visió, que va refondre finalment en el seu influent llibre Colour And Colour Theories publicat el 1929.
De 1904 a 1909 va estar impartint classes de lògica i de psicologia a la universitat Jhons Hopkins i, el 1910, quan el seu marit ja havia deixat les matemàtiques pel periodisme i havia estat nomenat redactor en cap del New York Evening Post, es van traslladar a Nova York, on va ser professora de lògica i psicologia de la Universitat de Colúmbia fins al 1929.
Les seves contribucions a la lògica simbòlica i el seu treball sobre la visió dels colors, han estat considerats punters i les seves aportacions sobre la lògica van influir en la lògica de Charles Sanders Peirce. Ladd-Franklin va ser una de les primeres dones a ser incorporades a l'Associació Americana de Psicologia el desembre de 1893. També va ser una de les primeres dones membres de la Societat Òptica d'Amèrica, des del 1919. A més de la seva gran obra científica, va ser una incansable lluitadora per l'accés lliure de les dones a les universitats i a les organitzacions científiques i pel sufragi femení.

### Teoria de la visió del color de Ladd-Franklin
Una de les principals contribucions que Ladd-Franklin va fer a la psicologia va ser la seva teoria de la visió del color, que es basava en l'evolució. Ladd-Franklin va assenyalar que alguns animals són daltònics i va suposar que la visió acromàtica havia aparegut primer en l'evolució i la visió del color va arribar després. Va suposar, a més, que l'ull humà manté encara elements del seu desenvolupament evolutiu anterior. Va observar que la part més evolucionada de l'ull és la fòvea, on, almenys a la llum del dia, l'agudesa visual i la sensibilitat al color són més grans. Ladd-Franklin va suposar que la visió perifèrica (proporcionada pels bastons de la retina) era més primitiva que la visió foveal (proporcionada pels cons de la retina), perquè la visió nocturna i la detecció del moviment són crucials per a la supervivència.
Ladd-Franklin va concloure que la visió dels colors va evolucionar en tres etapes: visió acromàtica (blanc i negre), sensibilitat blau-groc i sensibilitat vermell-verd. El fet que la sensibilitat vermell-verd fos l'última a aparèixer en l'evolució explica per què moltes persones pateixen daltonisme vermell-verd. El següent que afecta una població petita és el daltonisme blau-groc. Com que la visió acromàtica va ser la primera a evolucionar, això explica per què la majoria de la població no es vegi afectada pel daltonisme blanc-negre.